# Mariano Galvez
José Felipe Mariano Gálvez, född ca 1794 i Guatemala City, död 29 mars 1862 i Mexico City, var en jurist och liberal politiker i Guatemala. För två på varandra följande perioder från 28 augusti 1831 till 3 mars 1838 var han president i staten Guatemala, inom Förbundsrepubliken Centralamerika.

## Biografi
Född på 1790-talet (vissa historiker ger datum 29 augusti 1790, andra 26 maj 1794), var Gálvez ett hittebarn i en korg vid Fray Toribio Carvajals hus. Carvajal placerade barnet i Gertrudis Gálvez’ familj, en av de rikaste familjerna vid den tiden. Han fick familjens namn och ägnade sig åt studier, först vid en klosterskola i Guatemala City och sedan på juridisk fakultet vid Kungliga och påvliga universitetet i San Carlos Borromeo där han har doktorerade den 16 december 1819.
Gálvez verkade sedan som privat rådgivare till Gabino Gaínza under dennes administration av staten Guatemala, och det är förmodligen på grund av hans inflytande som den senare inte motsatte sig folkrörelsen för frihet. Efter självständigheten, förespråkade Gálvez annekteringen av Guatemala till Mexiko. När den första federala kongressen i Centralamerika samlades i Guatemala 1825, var han en av de deputerade, och han blev ordförande för kongressen.

## President för delstaten Guatemala
Som medlem av liberala partiet, utsågs Gálvez 1831 till statschef, under en period av turbulens som gjorde regerandet svårt. Efter utvisningen av den konservative ledaren för Aycinenafamiljen och det konventionella prästerskapet 1829 utsågs han av Francisco Morazán till president i Guatemala 1831. Liberala historiker som Ramón Rosa och Lorenzo Montufar y Rivera, anser att han ledde viktiga innovationer i förvaltningen, ägnade att minska beroendet av katolska kyrkans inflytande.
Det har också rapporterats att Gálvez gjorde allmän lag oberoende av kyrkan, för att främja vetenskap och konst, och eliminera religiösa högtider som helgdagar. Han grundade Nationalbibliotek och Nationalmuseum, hävdade respekt för lagar och medborgarnas rättigheter, garanterade tryckfrihet och tankefrihet, etablerade borgerlig vigsel och skilsmässa, respekterade föreningsfriheten och införde av Livingstonlagen (Louisianas strafflag), trots mycket motstånd från befolkningen som inte var van vid snabba förändringar.
I februari 1835 omvaldes Gálvez för en andra period, under vilken koleran drabbade landet. Det sekulära prästerskap som var kvar i landet, övertygade outbildade människor om att sjukdomen orsakades av källor som förgiftats på uppdrag av regeringen och vände klagomålen mot Gálvez till ett religionskrig. Bonderevolter inleddes 1837, och ramsor som "Hurra för den sanna religionen!" och "Ned med kättarna!" började sprida sig. Gálvez bad då nationalförsamlingen att överföra rollen som federationens huvudstad från Guatemala City till San Salvador.
Hans huvudmotståndare var överste Manuel Montufar och Juan de Dios Mayorga, men José Francisco Barrundia och Pedro Molina, som hade varit hans vänner, kom att vända sig mot honom under de senare åren av hans regering efter att han våldsamt försökt att undertrycka bondeuppror med hjälp av den brända jordens strategi mot landsbygden.
År 1838 avsade sig Antigua, Guatemala, Chiquimula och Salamá stödet till hans regering, och i februari samma år krävde Rafael Carreras revolutionsstyrkor i Guatemala City att katedralen skulle öppnas för att återställa ordningen i det katolska samhället och tvinga Gálvez att lämna ifrån sig makten.
Universidad Mariano Gálvez de Guatemala, som grundades 1966 i Guatemala City, är uppkallad efter honom.